# Nicolas Grenier
Nicolas Grenier (* 29. dubna 1975, Paříž) je francouzský básník a esejista.

## Básnické sbírky
- Quant à Saint-Germain-des-Prés, Trente et un tanka sur la main d'après (2011).